# V srdci moře
V srdci moře (v anglickém originále In the Heart of the Sea) je americko-španělský dramatický film z roku 2015. Režie se ujal Ron Howard a scénáře Charles Leavitt. Byl inspirován stejnojmennou knihou Nathaniela Philbricka, která se zabývá ztroskotáním lodi Essex po útoku vorvaně. Ve filmu hrají Chris Hemsworth, Benjamin Walker, Cillian Murphy, Tom Holland, Ben Whishaw a Brendan Gleeson.
Film měl premiéru v New Yorku 7. prosince 2015 a do kin byl oficiálně uveden 11. prosince 2015. Film získal smíšené recenze od kritiků. Jeho rozpočet byl 100 milionů dolarů, ale vydělal pouze 93,9 milionu dolarů.

## Obsazení
| Chris Hemsworth     | Owen Chase                    |
| Benjamin Walker     | kapitán George Pollard mladší |
| Cillian Murphy      | Matthew Joy                   |
| Tom Holland         | malý Thomas Nickerson         |
| Brendan Gleeson     | Thomas Nickerson              |
| Ben Whishaw         | Herman Melville               |
| Michelle Fairleyová | Paní Nickersonová             |
| Gary Beadle         | Willaim Bond                  |
| Frank Dilane        | Henry Coffin                  |
| Edward Ashley       | Barzallai Ray                 |
| Charlotte Riley     | Peggy Gardner Chase           |
| Donald Sumpter      | Paul Macy                     |
| Brooke Dimmock      | Phoebe Chase                  |
| Jamie Sives         | Isaac Cole                    |
| Joseph Mawle        | Benjamin Lawrence             |
| Paul Anderson       | Caleb Chappel                 |
| Luca Tosi           | William Wright                |

## Přijetí
Film vydělal 25 milionů dolarů v Severní Americe a 68,7 milionu dolarů v ostatních oblastech, celkově tak vydělal 93,8 milionu dolarů po celém světě. Rozpočet filmu však činil 100 milionů dolarů. Ve Spojených státech a Kanadě měl film premiéru 11. prosince 2015 a hrál se ve 3 103 kinech, včetně několika 3D a IMAX kin. Za první víkend vydělal 11,1 milionu dolarů, stránka Box Office Mojo předpovídala, že film za první víkend vydělá 18 milionů.